# Protousnea
Protousnea — рід грибів родини Parmeliaceae. Назва вперше опублікована 1976 року.